# Josep Bover i Mas

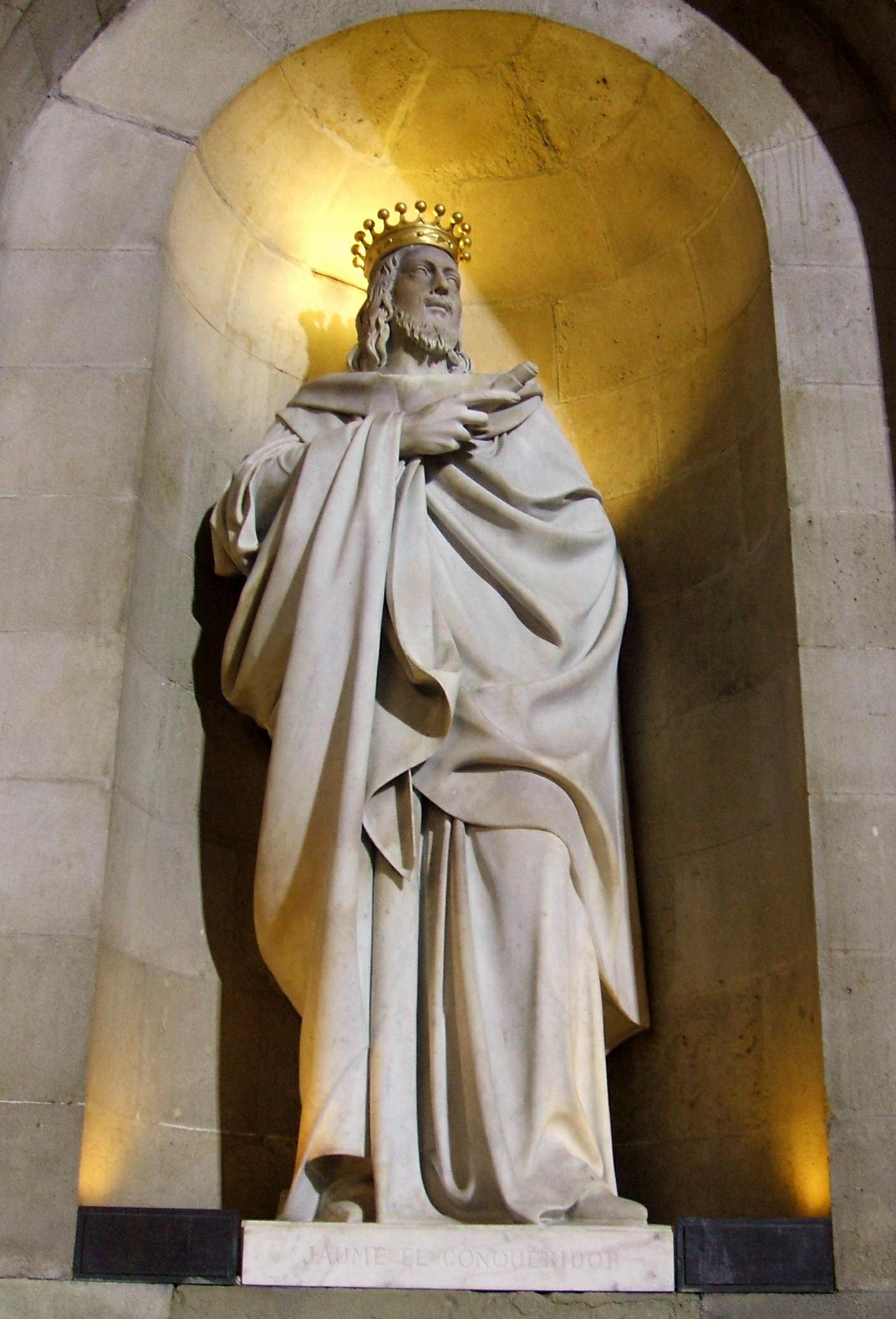
Escultura de Jaume I a la façana neoclàssica de la Casa de la Ciutat de Barcelona.

Josep Bover i Mas (Barcelona, 1804 - Barcelona, 11 d'agost de 1866) fou un escultor català, l'obra del qual sol vincular-se amb el romanticisme i l'academicisme.

## Biografia
Fou fill d'un altre escultor marbrista, Francesc Bover, natural de Corbera, i d'Eulàlia Mas, de Barcelona, que vivien al carrer Conde del Asalto (avui Nou de la Rambla). Pensionat per la Junta de Comerç de Barcelona, va viatjar a Roma l'any 1824 i durant la seva estada hi va realitzar una de les seves escultures més reconegudes: Gladiador ferit, bon exponent de la irrupció del romanticisme a l'escultura catalana del s. XIX.
Entre les obres executades a Barcelona hi ha les escultures de Jaume I i Joan Fiveller per la façana neoclàssica de la Casa de la Ciutat de Barcelona l'any 1844, i per a l'edifici de Capitania General se li van encarregar el 1846 sis retrats de virreis i capitans juntament amb alguns relleus per a decorar la façana.
Va passar una temporada a Cadis, probablement de 1856 a 1859, on va muntar un taller i va realitzar-hi nombrosos encàrrecs, com les imatges de Santa Clara i Sant Ferran per a la capella de Santo Tomás de Villanueva de la catedral. També va treballar a Sevilla, on va realitzar les escultures de Sant Lluís i Sant Ferran al Palau de Sant Telm.
Des de 1850 fou membre numerari de la Reial Acadèmia Catalana de Belles Arts de Sant Jordi, institució que conserva cinc de les seves escultures: "Gladiador vencedor" (1825), "Gladiador ferit" (1825), "Bust de la reina Maria Cristina" (1834), "Bust del rei Ferran VII" (1835), i "Al·legoria de la Junta de Comerç" (entre 1838 i 1847).
Al pati central de la catedral de Sant Pere de Vic té l'obra del sepulcre de Jaume Balmes de l'any 1848, traslladada des del cementiri al claustre l'any 1865.